# Замиськое
Зами́ськое, до ВОВ Замо́ське (укр. Заміське) — село в Валковской городской общине Богодуховского района Харьковской области Украины.
Код КОАТУУ — 6321282501. Население по переписи 2001 г. составляло 583 (261/322 м/ж) человека.
До 2020 года являлось административным центром Замиського сельского совета, в который, кроме того, входили сёла
Бугаевка,
Буряковое,
Корниенково,
Косенково,
Малая Кадыгробовка,
Перепелицевка,
Рудой Байрак,
Тупицевка и
Щербиновка.

## Географическое положение
Село Замиськое находится в 9 км от Ва́лок в начале балок Пересвитня и Орчик.
В селе несколько небольших запруд.
Село примыкает к сёлам Рудой Байрак, Корниенковка, Перепелицевка и Малая Кадыгробовка.
Части села раньше назывались Буряковка, Пасики, Малый Байрак.

## История
- 1724 — дата первого упоминания[1].
- В 1940 году, перед ВОВ, в Замоськом без окрестных хуторов были 114 дворов и сельсовет.[3]
- В 1940 году в Замиськом Куте был 41 двор.[5]
- После ВОВ Замиський Кут был присоединён к Замоському.
- В 1977 году село называлось Замиське.
- В 1966 году в селе проживали 632 человека.
- В 1976 году в селе были 728 дворов с населением 556 человек (явная описка дворов/человек); действовали начальная школа, три клуба, две библиотеки с книжным фондом 14500 книг, два ФАПа, отделение связи, два магазина.
- При СССР в селе был построен и работал специализированный птицеводческий колхоз "Заря коммунизма", центральная усадьба которого находилась в селе; у него было 5675 гектаров земельных угодий, из которой 4759 - пашня. Колхоз был участником выставки ВСХВ в Москве 1939 года, был дважды награждён дипломами ВСХВ СССР (в 1956 и 1958 годах); в 1973 году ему навечно было вручено Красное знамя от центральных органов власти (совместно от ЦК КПСС, Совмина СССР, ВЦСПС и ЦК ВЛКСМ).

## Происхождение названия
Слобожанское слово заміський значит "загородный".

## Известные уроженцы, жители
- Байрачный, Борис Иванович (1935—2020) — доктор технических наук, профессор кафедры технической электрохимии НТУ «Харьковский политехнический институт (ХПИ)», академик АН высшей школы Украины.

## Экономика
- В селе есть молочно-товарная ферма.
- Частное сельскохозяйственное предприятие «Новая заря».
- Замещанское сельпо.

## Объекты социальной сферы
- Фельдшерско-акушерский пункт.
- Детский сад.
- Клуб.

## Достопримечательности
- Братская могила советских воинов. Похоронены 14 павших воинов.
- Памятный знак воинам-односельчанам. 1941—1945 гг.